# Lower Beeding
Pour les articles homonymes, voir Beeding.
Lower Beeding est un village et une paroisse civile du District de Horsham, dans le Sussex de l'Ouest dans le Sud de l'Angleterre. En 2011, il avait une population de 1022 habitants.
Le village se trouve sur les routes B2110, B2115 et A281, à 6 km au sud-est de Horsham. Il est centré sur l'église de la Sainte-Trinité et le pub The Plough, où la B2115 rencontre la B2110. Les hameaux de la paroisse sont Crabtree au sud du village, Ashfold Crossways et Plummer's Plain au nord-est. À Plummer's Plain se trouve la source officielle de la rivière Ouse, qui se jette finalement dans la mer à Newhaven.
Au début du XIIIe siècle, les moines du prieuré de Sele (en) (à église Saint Pierre à Upper Beeding) entamèrent une mission dans la région de St Leonard's Forest, près de Horsham, et établirent une petite base missionnaire qu'ils baptisèrent Lower Beeding. Bien qu'éloignée de 16 km, Lower Beeding est restée une partie de la paroisse de Upper Beeding jusqu'à l'époque victorienne. L'existence de Lower Beeding a conduit à différencier le nom du Beeding originel dans certaines sources médiévales, par ajout de « Upper ».
Les jardins de Leonardslee (en), situés entre le village de Lower Beeding et Crabtree, sont un point de repère local. Les jardins ont été fermés au public en 2010 et ont rouvert en avril 2019.
L'hôtel South Lodge, situé à Lower Beeding, a accueilli la réunion des ministres des finances lors du sommet du G20 de 2009.